# Lijst van rijksmonumenten in Eijsden-Margraten
De gemeente Eijsden-Margraten telt 398 inschrijvingen in het rijksmonumentenregister, hieronder een overzicht. Zie ook de gemeentelijke monumenten in Eijsden-Margraten.

## 't Rooth
De plaats 't Rooth telt 1 inschrijvingen in het rijksmonumentenregister.
| Object                       | Oorspronkelijke functie? | Bouwjaar                                                      | Architect | Locatie    | Coördinaten?                  | Nr.?  | Afbeelding        |
| ---------------------------- | ------------------------ | ------------------------------------------------------------- | --------- | ---------- | ----------------------------- | ----- | ----------------- |
| Grote hoeve met binnenplaats | Boerderij                | 17e eeuw-eerste helft 19e eeuw (hoeve) 1729 (poortsluitsteen) |           | 't Rooth 6 | 50° 50' 16" NB, 5° 47' 28" OL | 34806 | Meer afbeeldingen |

## Banholt
De plaats Banholt telt 8 inschrijvingen in het rijksmonumentenregister. Zie Lijst van rijksmonumenten in Banholt voor een overzicht.

## Bemelen
De plaats Bemelen telt 13 inschrijvingen in het rijksmonumentenregister. Zie Lijst van rijksmonumenten in Bemelen voor een overzicht.

## Bergenhuizen
De plaats Bergenhuizen telt 2 inschrijvingen in het rijksmonumentenregister.
| Object                                                                           | Oorspronkelijke functie? | Bouwjaar | Architect | Locatie         | Coördinaten?                  | Nr.?  | Afbeelding        |
| -------------------------------------------------------------------------------- | ------------------------ | --- | --------- | --------------- | ----------------------------- | ----- | ----------------- |
| Hoeve bestaande uit een vakwerkhuis met luifel en haaks hierop een vakwerkschuur | Boerderij                | |           | Bergenhuizen 8  | 50° 46' 28" NB, 5° 48' 46" OL | 34644 | Meer afbeeldingen |
| Hoeve met binnenplaats van baksteen en vakwerk                                   | Boerderij                | 18e eeuw-eerste helft 19e eeuw (hoeve) 1802 (schuurpoort) 1788 (marmeren wijwatervat) 16e eeuw (hardstenen wijwatervat) |           | Bergenhuizen 12 | 50° 46' 29" NB, 5° 48' 47" OL | 34645 | Meer afbeeldingen |

## Bruisterbosch
De plaats Bruisterbosch telt 5 inschrijving in het rijksmonumentenregister.
| Object                             | Oorspronkelijke functie? | Bouwjaar             | Architect | Locatie              | Coördinaten?                  | Nr.?  | Afbeelding        |
| ---------------------------------- | ------------------------ | -------------------- | --------- | -------------------- | ----------------------------- | ----- | ----------------- |
| Wegkruis                           | Gedenkteken              | 18e eeuw-19e eeuw    |           | Bruisterbosch bij 25 | 50° 48' 18" NB, 5° 48' 12" OL | 34646 | Meer afbeeldingen |
| Hoeve van baksteen om binnenplaats | Boerderij                | 1837                 |           | Bruisterbosch 9      | 50° 48' 22" NB, 5° 48' 13" OL | 34647 | Meer afbeeldingen |
| Hoeve van baksteen om binnenplaats | Boerderij                | 1864                 |           | Bruisterbosch 7      | 50° 48' 23" NB, 5° 48' 15" OL | 34648 | Meer afbeeldingen |
| Hoeve van baksteen                 | Boerderij                | derde kwart 19e eeuw |           | Bruisterbosch 5      | 50° 48' 23" NB, 5° 48' 14" OL | 34649 | Meer afbeeldingen |
| Breusterbosch                      | Boerderij                | 18e eeuw             |           | Bruisterbosch 1      | 50° 48' 27" NB, 5° 48' 16" OL | 34650 | Meer afbeeldingen |

## Cadier en Keer
De plaats Cadier en Keer telt 20 inschrijvingen in het rijksmonumentenregister. Zie Lijst van rijksmonumenten in Cadier en Keer voor een overzicht.

## Eckelrade
De plaats Eckelrade telt 21 inschrijvingen in het rijksmonumentenregister. Zie Lijst van rijksmonumenten in Eckelrade voor een overzicht.

## Eijsden
De plaats Eijsden telt 46 inschrijvingen in het rijksmonumentenregister. Zie Lijst van rijksmonumenten in Eijsden voor een overzicht.

## Gasthuis
De plaats Gasthuis telt 17 inschrijvingen in het rijksmonumentenregister.
| Object                                                                    | Oorspronkelijke functie?  | Bouwjaar                              | Architect | Locatie               | Coördinaten?                  | Nr.?   | Afbeelding        |
| ------------------------------------------------------------------------- | ------------------------- | ------------------------------------- | --------- | --------------------- | ----------------------------- | ------ | ----------------- |
| Moordkruis ingemetseld in de keermuur van de molenbelt                    | Gedenkteken               | 1417                                  |           | Gasthuis bij 79       | 50° 50' 29" NB, 5° 48' 8" OL  | 18235  | Meer afbeeldingen |
| Van Tienhovenmolen                                                        | Industrie- en poldermolen | 1855 / 1923                           |           | Gasthuis 79           | 50° 50' 28" NB, 5° 48' 9" OL  | 18236  | Meer afbeeldingen |
| Droogenberg                                                               | Boerderij                 | laatste kwart 18e eeuw                |           | Gasthuis 7            | 50° 50' 50" NB, 5° 46' 54" OL | 34633  | Meer afbeeldingen |
| Hoeve Gasthuis                                                            | Boerderij                 | ca. 1700                              |           | Gasthuis 51           | 50° 50' 50" NB, 5° 46' 54" OL | 34634  | Meer afbeeldingen |
| Hoeve van mergel om achterwaarts open binnenplaats                        | Boerderij                 | 1826 (boven poort) 1726 (achtergevel) |           | Gasthuis 59           | 50° 50' 36" NB, 5° 47' 21" OL | 34681  | Meer afbeeldingen |
| Zwengelput                                                                | Straatmeubilair           |                                       |           | Gasthuis tegenover 55 | 50° 50' 36" NB, 5° 47' 17" OL | 39754  | Meer afbeeldingen |
| 't Gasthuis: Hoofdgebouw                                                  | Kasteel, buitenplaats     | 1740-1756                             |           | Gasthuis 55           | 50° 50' 37" NB, 5° 47' 18" OL | 531022 | Meer afbeeldingen |
| 't Gasthuis: Historische tuin- en parkaanleg                              | Tuin, park en plantsoen   |                                       |           | Gasthuis 55           | 50° 50' 37" NB, 5° 47' 15" OL | 531023 | Upload foto       |
| 't Gasthuis: Tuinmuur                                                     | Tuin, park en plantsoen   | 1750                                  |           | Gasthuis 55           | 50° 50' 37" NB, 5° 47' 10" OL | 531024 | Upload foto       |
| 't Gasthuis: Hekpijlers aan zuidzijde van het park                        | Tuin, park en plantsoen   | 1775-1800                             |           | Gasthuis 55           | 50° 50' 36" NB, 5° 47' 17" OL | 531025 | Upload foto       |
| 't Gasthuis: Hekpijlers en muur aan noordzijde van het park               | Tuin, park en plantsoen   | 1775-1800                             |           | Gasthuis 55           | 50° 50' 37" NB, 5° 47' 18" OL | 531026 | Upload foto       |
| 't Gasthuis: Koetshuis                                                    | Bijgebouwen kastelen enz. | 1727                                  |           | Gasthuis 55           | 50° 50' 37" NB, 5° 47' 18" OL | 531027 | Upload foto       |
| 't Gasthuis: Ommuring van de cour en de muur van de binnentuin op de cour | Tuin, park en plantsoen   | 1740-1756                             |           | Gasthuis 55           | 50° 50' 36" NB, 5° 47' 18" OL | 531028 | Upload foto       |
| 't Gasthuis: Kapel                                                        | Kapel                     | 1750-1800                             |           | Gasthuis 55           | 50° 50' 37" NB, 5° 47' 19" OL | 531029 | Upload foto       |
| 't Gasthuis: Bedrijfsgebouw met poort                                     | Bijgebouwen kastelen enz. | 1726                                  |           | Gasthuis 55           | 50° 50' 37" NB, 5° 47' 19" OL | 531030 | Upload foto       |
| 't Gasthuis: Paviljoen                                                    | Sport en recreatie        |                                       |           | Gasthuis 55           | 50° 50' 37" NB, 5° 47' 18" OL | 531031 | Upload foto       |
| 't Gasthuis: Grot                                                         | Tuin, park en plantsoen   | 1804                                  |           | Gasthuis 55           | 50° 50' 37" NB, 5° 47' 14" OL | 531032 | Upload foto       |

## Gronsveld
De plaats Gronsveld telt 29 inschrijvingen in het rijksmonumentenregister. Zie Lijst van rijksmonumenten in Gronsveld voor een overzicht.

## Groot Welsden
De plaats Groot Welsden telt 4 inschrijvingen in het rijksmonumentenregister.
| Object                                                     | Oorspronkelijke functie? | Bouwjaar     | Architect | Locatie              | Coördinaten?                  | Nr.?  | Afbeelding        |
| ---------------------------------------------------------- | ------------------------ | ------------ | --------- | -------------------- | ----------------------------- | ----- | ----------------- |
| Losstaande schuur van mergel en vakwerk                    | Boerderij                | 19e eeuw     |           | Groot Welsden 38     | 50° 49' 48" NB, 5° 48' 49" OL | 34717 | Meer afbeeldingen |
| Welsderhof                                                 | Boerderij                | 18e/19e eeuw |           | Groot Welsden 70     | 50° 49' 54" NB, 5° 48' 52" OL | 34718 | Meer afbeeldingen |
| Hoeve van mergel en aan de binnenplaats vakwerk met luifel | Boerderij                | 1773         |           | Klein Welsden 21     | 50° 49' 53" NB, 5° 47' 45" OL | 34733 | Meer afbeeldingen |
| Zwingelput                                                 | Straatmeubilair          |              |           | Klein Welsden bij 21 | 50° 49' 53" NB, 5° 47' 46" OL | 34734 | Meer afbeeldingen |

## Herkenrade
De plaats Herkenrade telt 4 inschrijvingen in het rijksmonumentenregister.
| Object                                                                         | Oorspronkelijke functie? | Bouwjaar                                 | Architect | Locatie       | Coördinaten?                  | Nr.?  | Afbeelding        |
| ------------------------------------------------------------------------------ | ------------------------ | ---------------------------------------- | --------- | ------------- | ----------------------------- | ----- | ----------------- |
| Hoeve in haakvorm, van baksteen en vakwerk, onder zadeldaken gedekt met pannen | Boerderij                | 1853 (ankers)                            |           | Herkenrade 10 | 50° 47' 54" NB, 5° 46' 47" OL | 34691 | Meer afbeeldingen |
| Hoeve van baksteen om gesloten binnenplaats                                    | Boerderij                | 1750 (rechtervleugel) 1859 (boven poort) |           | Heerkuil 1    | 50° 47' 43" NB, 5° 46' 35" OL | 34719 | Meer afbeeldingen |
| Hoeve van vakwerk en baksteen, aan een open binnenplaats                       | Boerderij                |                                          |           | Heerkuil 4    | 50° 47' 42" NB, 5° 46' 33" OL | 34721 | Meer afbeeldingen |
| Hoeve om binnenplaats                                                          | Boerderij                | 1738 (rechtervleugel) 1745 (gevelsteen)  |           | Herkenrade 44 | 50° 47' 45" NB, 5° 46' 35" OL | 34722 | Meer afbeeldingen |

## Honthem
De plaats Honthem telt 3 inschrijving in het rijksmonumentenregister.
| Object | Oorspronkelijke functie? | Bouwjaar                                             | Architect | Locatie    | Coördinaten?                  | Nr.?  | Afbeelding        |
| --- | ------------------------ | ---------------------------------------------------- | --------- | ---------- | ----------------------------- | ----- | ----------------- |
| Vakwerkboerderijtjes in haakvorm                                                                          | Boerderij                | 18e eeuw                                             |           | Honthem 8  | 50° 48' 47" NB, 5° 47' 56" OL | 34723 | Meer afbeeldingen |
| Boerderij bestaande uit een ten dele gepleisterde bakstenen woonvleugel met verdieping en pannen zadeldak | Boerderij                | derde kwart 19e eeuw (boerderij) 1875 (stalgebouwen) |           | Honthem 27 | 50° 48' 50" NB, 5° 47' 50" OL | 34724 | Meer afbeeldingen |
| Honthemerhof                                                                                              | Boerderij                | 1849 (poortsluitsteen)                               |           | Honthem 43 | 50° 49' 4" NB, 5° 47' 40" OL  | 34725 | Meer afbeeldingen |

## Hoogcruts
De plaats Hoogcruts telt 2 inschrijvingen in het rijksmonumentenregister.
| Object              | Oorspronkelijke functie? | Bouwjaar | Architect | Locatie      | Coördinaten?                  | Nr.?  | Afbeelding        |
| ------------------- | ------------------------ | -------- | --------- | ------------ | ----------------------------- | ----- | ----------------- |
| Kleine crutserhoeve | Boerderij                | 1835     |           | Hoogcruts 10 | 50° 46' 30" NB, 5° 50' 27" OL | 34728 | Meer afbeeldingen |
| Bakstenen huis      | Boerderij                | 18e eeuw |           | Hoogcruts 11 | 50° 46' 24" NB, 5° 50' 31" OL | 34729 | Meer afbeeldingen |

## Hoog-Caestert
De plaats Hoog-Caestert telt 8 inschrijvingen in het rijksmonumentenregister.
| Object | Oorspronkelijke functie?  | Bouwjaar                     | Architect | Locatie               | Coördinaten?                  | Nr.?  | Afbeelding |
| --- | ------------------------- | ---------------------------- | --------- | --------------------- | ----------------------------- | ----- | --- |
| Witgeverfd pand onder zadeldak met voormalig buurnummer 19. Hooischuur in vakwerk                               | Woonhuis                  |                              |           | Kapelkesstraat 31     | 50° 46' 8" NB, 5° 42' 23" OL  | 15489 | Meer afbeeldingen                                                                                               |
| Witgeverfd pand onder zadeldak met voormalig buurnummer 17                                                      | Woonhuis                  |                              |           | Kapelkesstraat 31     | 50° 46' 8" NB, 5° 42' 23" OL  | 15490 | Meer afbeeldingen                                                                                               |
| Bakstenen hoeve met binnenplaats                                                                                | Boerderij                 | 19e eeuw                     |           | Kapelkesstraat 38A    | 50° 46' 16" NB, 5° 42' 27" OL | 15491 | Meer afbeeldingen                                                                                               |
| Breustermolen                                                                                                   | Industrie- en poldermolen | 1791                         |           | Kapelkesstraat bij 66 | 50° 46' 6" NB, 5° 42' 15" OL  | 15492 | Meer afbeeldingen                                                                                               |
| Hoeve van baksteen, gelegen aan een binnenplaats. Segmentboog en lateiboogvensters van Naamse steen             | Boerderij                 |                              |           | Kapelkesstraat 68     | 50° 46' 4" NB, 5° 42' 18" OL  | 15493 | Meer afbeeldingen                                                                                               |
| Hoeve van baksteen, gelegen aan een binnenplaats. Segmentboog en lateiboogvensters van Naamse steen. Witgeverfd | Boerderij                 |                              |           | Kapelkesstraat 70     | 50° 46' 3" NB, 5° 42' 18" OL  | 15494 | Hoeve van baksteen, gelegen aan een binnenplaats. Segmentboog en lateiboogvensters van Naamse steen. Witgeverfd |
| Kerenshof | Boerderij                 | 1695 (poort) 1720 (woonhuis) |           | Voerstraat 2          | 50° 46' 3" NB, 5° 42' 40" OL  | 15495 | Meer afbeeldingen                                                                                               |
| Muggemolen | Industrie- en poldermolen | 1886                         |           | Voerstraat 6          | 50° 45' 59" NB, 5° 42' 48" OL | 15496 | Meer afbeeldingen                                                                                               |

## Laag-Caestert
De plaats Laag-Caestert telt 34 inschrijvingen in het rijksmonumentenregister. Zie Lijst van rijksmonumenten in Laag-Caestert voor een overzicht.

## Margraten
De plaats Margraten telt 13 inschrijvingen in het rijksmonumentenregister. Zie Lijst van rijksmonumenten in Margraten voor een overzicht.

## Mesch
De plaats Mesch telt 11 inschrijvingen in het rijksmonumentenregister. Zie Lijst van rijksmonumenten in Mesch voor een overzicht.

## Mheer
De plaats Mheer telt 47 inschrijvingen in het rijksmonumentenregister. Zie Lijst van rijksmonumenten in Mheer voor een overzicht.

## Noorbeek
De plaats Noorbeek telt 32 inschrijvingen in het rijksmonumentenregister. Zie Lijst van rijksmonumenten in Noorbeek voor een overzicht.

## Oost-Maarland
De plaats Oost-Maarland telt 18 inschrijvingen in het rijksmonumentenregister. Zie Lijst van rijksmonumenten in Oost-Maarland voor een overzicht.

## Rijckholt
De plaats Rijckholt telt 8 inschrijvingen in het rijksmonumentenregister.
| Object | Oorspronkelijke functie?  | Bouwjaar                                       | Architect | Locatie              | Coördinaten?                  | Nr.?   | Afbeelding        |
| --- | ------------------------- | ---------------------------------------------- | --------- | -------------------- | ----------------------------- | ------ | ----------------- |
| Hoeve van mergel, naderhand in baksteen doorgetrokken naar de straat. Brede woonhuisgevel met segmentboogingang en vensters in Naamse steen. Links wapenpoort. Aan de achterzijde van de binnenplaats schuur van mergel | Boerderij                 | 1804 (hoeve) 1819 (wapenpoort)                 |           | Rijksweg 187         | 50° 47' 55" NB, 5° 43' 54" OL | 18260  | Meer afbeeldingen |
| Hoekhuis van mergel en baksteen | Woonhuis                  | tweede helft 18e eeuw of eerste helft 19e eeuw |           | Steenstraat 1        | 50° 47' 57" NB, 5° 43' 56" OL | 18261  | Meer afbeeldingen |
| Kasteel van Rijckholt: hoofdgebouw | Kasteel, buitenplaats     | 17e eeuw                                       |           | Kasteelstraat 15     | 50° 47' 58" NB, 5° 43' 38" OL | 515750 | Meer afbeeldingen |
| Kasteel van Rijckholt: parkaanleg | Tuin, park en plantsoen   | laatste helft 19e eeuw                         |           | Kasteelstraat bij 15 | 50° 47' 60" NB, 5° 43' 46" OL | 515776 | Meer afbeeldingen |
| Kasteel van Rijckholt: koetshuis | Bijgebouwen kastelen enz. | 1800-1900                                      |           | Kasteelstraat bij 15 | 50° 47' 60" NB, 5° 43' 39" OL | 515777 | Meer afbeeldingen |
| Kasteel van Rijckholt: 't Jachthuis | Bijgebouwen kastelen enz. | 1900-1925                                      |           | Kasteelstraat bij 15 | 50° 48' 1" NB, 5° 43' 35" OL  | 515778 | Meer afbeeldingen |
| Kasteel van Rijckholt: inrijhek | Tuin, park en plantsoen   | 1800-1900                                      |           | Kasteelstraat bij 15 | 50° 48' 1" NB, 5° 43' 44" OL  | 515779 | Meer afbeeldingen |
| Kasteel van Rijckholt: tuinsieraden | Tuin, park en plantsoen   | 18e-19e eeuw                                   |           | Kasteelstraat bij 15 | 50° 47' 60" NB, 5° 43' 39" OL | 515780 | Meer afbeeldingen |

## Scheulder
De plaats Scheulder telt 6 inschrijvingen in het rijksmonumentenregister.
| Object                                                      | Oorspronkelijke functie? | Bouwjaar               | Architect | Locatie                  | Coördinaten?                  | Nr.?  | Afbeelding        |
| ----------------------------------------------------------- | ------------------------ | ---------------------- | --------- | ------------------------ | ----------------------------- | ----- | ----------------- |
| Gesloten mergelhoeve met afgedekte topgevel en twee poorten | Boerderij                | 19e eeuw               |           | Scheulder Dorpsstraat 62 | 50° 49' 46" NB, 5° 50' 33" OL | 18230 | Meer afbeeldingen |
| Hoeve met binnenplaats                                      | Boerderij                | laatste helft 18e eeuw |           | Scheulder Dorpsstraat 60 | 50° 49' 45" NB, 5° 50' 35" OL | 18231 | Meer afbeeldingen |
| Sint-Barbarakerk; Rooms-katholieke kerk                     | Kerk en kerkonderdeel    | 1850 19e ee            |           | Scheulder Dorpsstraat 70 | 50° 49' 46" NB, 5° 50' 30" OL | 18232 | Meer afbeeldingen |
| Hoeve De Wingerd                                            | Boerderij                |                        |           | Scheulder Dorpsstraat 64 | 50° 49' 46" NB, 5° 50' 32" OL | 18233 | Meer afbeeldingen |
| Haakvormige hoeve van mergel                                | Boerderij                | 1816                   |           | Scheulder Dorpsstraat 56 | 50° 49' 44" NB, 5° 50' 37" OL | 18234 | Meer afbeeldingen |
| Hoeve met binnenplaats                                      | Boerderij                | laatste helft 18e eeuw |           | Scheulder Dorpsstraat 99 | 50° 49' 48" NB, 5° 50' 26" OL | 39760 | Meer afbeeldingen |

## Schilberg
De plaats Schilberg telt 2 inschrijvingen in het rijksmonumentenregister.
| Object                                                                                              | Oorspronkelijke functie? | Bouwjaar | Architect | Locatie      | Coördinaten?                  | Nr.?  | Afbeelding        |
| --------------------------------------------------------------------------------------------------- | ------------------------ | -------- | --------- | ------------ | ----------------------------- | ----- | ----------------- |
| Hoeve met binnenplaats                                                                              | Boerderij                | 18e eeuw |           | Schilberg 15 | 50° 46' 18" NB, 5° 50' 33" OL | 34810 | Meer afbeeldingen |
| Hoeve met binnenplaats, grotendeels van vakwerk op een breukstenen onderbouw. Geschoord dakoverstek | Boerderij                | 18e eeuw |           | Schilberg 36 | 50° 45' 56" NB, 5° 50' 41" OL | 34811 | Meer afbeeldingen |

## Sint Antoniusbank
De plaats Sint Antoniusbank telt 2 inschrijvingen in het rijksmonumentenregister.
| Object                  | Oorspronkelijke functie? | Bouwjaar                                                                     | Architect | Locatie              | Coördinaten?                  | Nr.?  | Afbeelding        |
| ----------------------- | ------------------------ | ---------------------------------------------------------------------------- | --------- | -------------------- | ----------------------------- | ----- | ----------------- |
| Beusdaelshof            | Boerderij                | 1775 (bakstenen gebouwen) ca. 1800 (veestalling)                             |           | Sint Antoniusbank 10 | 50° 50' 33" NB, 5° 46' 1" OL  | 34620 | Meer afbeeldingen |
| Hoeve Sint Antoniusbank | Boerderij                | 17e eeuw (bouw) eerste helft 19e eeuw (huidige vorm) 1789 (verdere gebouwen) |           | Sint Antoniusbank 27 | 50° 50' 42" NB, 5° 45' 49" OL | 34621 | Meer afbeeldingen |

## Sint Geertruid
De plaats Sint Geertruid telt 18 inschrijvingen in het rijksmonumentenregister. Zie Lijst van rijksmonumenten in Sint Geertruid voor een overzicht.

## Terhorst
De plaats Terhorst telt 1 inschrijving in het rijksmonumentenregister.
| Object                                         | Oorspronkelijke functie? | Bouwjaar | Architect | Locatie     | Coördinaten?                  | Nr.?  | Afbeelding        |
| ---------------------------------------------- | ------------------------ | -------- | --------- | ----------- | ----------------------------- | ----- | ----------------- |
| Hoeve met binnenplaats van vakwerk en baksteen | Boerderij                | 18e eeuw |           | Terhorst 23 | 50° 47' 12" NB, 5° 48' 58" OL | 34812 | Meer afbeeldingen |

## Terlinden
De plaats Terlinden telt 4 inschrijvingen in het rijksmonumentenregister.
| Object                        | Oorspronkelijke functie? | Bouwjaar              | Architect | Locatie           | Coördinaten?                  | Nr.?  | Afbeelding        |
| ----------------------------- | ------------------------ | --------------------- | --------- | ----------------- | ----------------------------- | ----- | ----------------- |
| Vakwerkhoeve in haakvorm      | Boerderij                | 1800-1850             |           | Provincialeweg 30 | 50° 47' 14" NB, 5° 49' 56" OL | 18852 | Meer afbeeldingen |
| Vakwerkhoeve in haakvorm      | Boerderij                | 19e eeuw              |           | Terlinden 22      | 50° 47' 10" NB, 5° 49' 49" OL | 34813 | Meer afbeeldingen |
| Hoeve van vakwerk             | Boerderij                | 19e eeuw              |           | Kutersteenweg 4   | 50° 47' 6" NB, 5° 49' 54" OL  | 34814 | Meer afbeeldingen |
| Vakwerkhoeve met binnenplaats | Boerderij                | eerste helft 19e eeuw |           | Terlinden 36      | 50° 47' 12" NB, 5° 48' 53" OL | 34815 | Meer afbeeldingen |

## Termaar
De plaats Termaar telt 6 inschrijvingen in het rijksmonumentenregister.
| Object                                          | Oorspronkelijke functie? | Bouwjaar                                              | Architect | Locatie                 | Coördinaten?                  | Nr.?  | Afbeelding        |
| ----------------------------------------------- | ------------------------ | ----------------------------------------------------- | --------- | ----------------------- | ----------------------------- | ----- | ----------------- |
| Hoeve van baksteen                              | Boerderij                | 18e eeuw - eerste helft 19e eeuw                      |           | Gen Hof 10              | 50° 48' 39" NB, 5° 50' 1" OL  | 34816 | Meer afbeeldingen |
| Hoeve van baksteen gelegen aan een binnenplaats | Boerderij                | 18e eeuw - eerste helft 19e eeuw (hoeve) 1717 (poort) |           | Gen Hof 12              | 50° 48' 38" NB, 5° 50' 1" OL  | 34817 | Meer afbeeldingen |
| Hoeve van baksteen                              | Boerderij                | 18e eeuw - eerste helft 19e eeuw (hoeve) 1717 (poort) |           | Gen Hof 14              | 50° 48' 38" NB, 5° 49' 60" OL | 34818 | Meer afbeeldingen |
| Hoeve met binnenplaats                          | Boerderij                | 19e eeuw                                              |           | In Gen Bauwerkoel 5     | 50° 48' 49" NB, 5° 49' 57" OL | 34820 | Meer afbeeldingen |
| Zwingelput                                      | Straatmeubilair          |                                                       |           | In Gen Bauwerkoel bij 5 | 50° 48' 49" NB, 5° 49' 59" OL | 34821 | Meer afbeeldingen |
| Termaarhof                                      | Boerderij                | tweede helft 17e eeuw                                 |           | Termaar 67              | 50° 48' 50" NB, 5° 49' 52" OL | 34822 | Meer afbeeldingen |

## Ulvend
De plaats Ulvend telt 2 inschrijvingen in het rijksmonumentenregister.
| Object | Oorspronkelijke functie? | Bouwjaar     | Architect | Locatie  | Coördinaten?                  | Nr.?  | Afbeelding        |
| --- | ------------------------ | ------------ | --------- | -------- | ----------------------------- | ----- | ----------------- |
| Hoeve met binnenplaats, van baksteen. Ingangs- en vensterkozijnen van Naamse steen. Onder het dak een muizetandlijst. Bijgebouwen met resten vakwerk | Boerderij                | 1771 (gevel) |           | Ulvend 1 | 50° 45' 31" NB, 5° 49' 48" OL | 34823 | Meer afbeeldingen |
| Bakstenen huis met verdieping en zadeldak. Ingang in segmentboogomlijstingen van Naamse steen. Vensterkozijnen - merendeels tweelichtkozijnen - van Naamse steen. Haaks tegen het huis aan gebouwd een grote vakwerkschuur met eindgevel van baksteen. Boven de schuurpoort 1867 | Woonhuis                 | 18e eeuw     |           | Ulvend 3 | 50° 45' 33" NB, 5° 49' 51" OL | 34824 | Meer afbeeldingen |

## Vroelen
De plaats Vroelen telt 5 inschrijvingen in het rijksmonumentenregister.
| Object | Oorspronkelijke functie? | Bouwjaar               | Architect | Locatie    | Coördinaten?                  | Nr.?  | Afbeelding        |
| --- | ------------------------ | ---------------------- | --------- | ---------- | ----------------------------- | ----- | ----------------- |
| Hoeve de Peul. Bakstenen vleugels op breukstenen plinten om een binnenplaats. Vensters in Naamse steen. Aan de binnenplaats o.a. een rondboogpoortje in Naamse steen en houten kruiskozijnen     | Boerderij                | 17e-18e eeuw           |           | Vroelen 29 | 50° 45' 52" NB, 5° 49' 24" OL | 34825 | Meer afbeeldingen |
| Hoeve de Kleine Peul, in haakvorm aangebouwd tegen nr 185. Bakstenen vleugels; de woning met houten kozijnen                                                                                     | Boerderij                | laatste kwart 18e eeuw |           | Vroelen 30 | 50° 45' 52" NB, 5° 49' 23" OL | 34826 | Meer afbeeldingen |
| Hoeve Savelberg. Twee evenwijdige vleugels. Woonvleugel van baksteen. met vensters in Naamse steen. Boven de - vernieuwde - poort een beeldnisje. Bedrijfsvleugel met overblijfselen van vakwerk | Boerderij                | eerste helft 19e eeuw  |           | Vroelen 26 | 50° 46' 27" NB, 5° 49' 9" OL  | 34827 | Meer afbeeldingen |
| Op een verhoogd terrein gelegen ten dele in vakwerk opgetrokken hoeve rond binnenplaats, met verdieping bij woongedeelte en onder met blauwe, grijze en rode Hollandse pannen gedekte zadeldaken | Boerderij                | 19e eeuw               |           | Vroelen 24 | 50° 45' 58" NB, 5° 49' 12" OL | 46790 | Meer afbeeldingen |
| Schuur uit vakwerk en metselwerk opgetrokken | Boerderij                |                        |           | Vroelen 32 | 50° 45' 53" NB, 5° 49' 7" OL  | 46791 | Meer afbeeldingen |

## Withuis
De plaats Withuis telt 6 inschrijvingen in het rijksmonumentenregister.
| Object | Oorspronkelijke functie? | Bouwjaar               | Architect | Locatie                | Coördinaten?                  | Nr.?  | Afbeelding                          |
| --- | ------------------------ | ---------------------- | --------- | ---------------------- | ----------------------------- | ----- | ----------------------------------- |
| Laag witgeverfd bakstenen huis onder mansardedak. Geblokte hoeklisenen en segmentboogingang en -vensters van Naamse steen. Onder een dak met buurnummer | Woonhuis                 | laatste helft 18e eeuw |           | Withuis 5              | 50° 46' 1" NB, 5° 43' 17" OL  | 15529 | Meer afbeeldingen                   |
| Perceelsgedeelte onder een mansardedak, en achter een gevel van het pand nr 7. Witgeverfd. Geblokte hoeklisenen en segmentboogingangen -vensters van Naamse steen. Onder een dak met buurnummer 5                                                                           | Woonhuis                 | laatste helft 18e eeuw |           | Withuis 7              | 50° 46' 0" NB, 5° 43' 17" OL  | 15530 | Meer afbeeldingen                   |
| Laag witgeverfd bakstenen huis onder mansardedak. Ingang- en vensteromlijstingen van Naamse steen. Onder een dak met buurnummer 11 | Woonhuis                 | ca. 1800               |           | Withuis 9              | 50° 45' 60" NB, 5° 43' 17" OL | 15531 | Meer afbeeldingen                   |
| Laag witgeverfd bakstenen huis onder mansardedak. Ingang- en vensteromlijstingen van Naamse steen. Onder een dak met buurnummer 9 | Woonhuis                 | ca. 1800               |           | Withuis 11             | 50° 45' 60" NB, 5° 43' 17" OL | 15532 | Meer afbeeldingen                   |
| Hoeve onder mansardedak. Witgeverfd | Boerderij                | ca. 1800               |           | Withuis 8              | 50° 46' 2" NB, 5° 43' 16" OL  | 15533 | Hoeve onder mansardedak. Witgeverfd |
| Het "Witte Huis", langgerekte hoeve, gedekt met mansardedaken. Middengedeelte en schuur hoger. Segmentboogvensters en -ingangen en rechthoekige vensters in Naamse steen. Voor het gebouw een stoep en hardstenen schamppalen. Bakhuis met arcade van zes ellipsboogpoorten | Boerderij                | ca. 1800               |           | Withuis 10, 12, 14, 16 | 50° 46' 2" NB, 5° 43' 16" OL  | 15534 | Meer afbeeldingen                   |

Beek ·
Beekdaelen ·
Beesel ·
Bergen ·
Brunssum ·
Echt-Susteren ·
Eijsden-Margraten ·
Gennep ·
Gulpen-Wittem ·
Heerlen ·
Horst aan de Maas ·
Kerkrade ·
Landgraaf ·
Leudal ·
Maasgouw ·
Maastricht ·
Meerssen ·
Mook en Middelaar ·
Nederweert ·
Peel en Maas ·
Roerdalen ·
Roermond ·
Simpelveld ·
Sittard-Geleen ·
Stein ·
Vaals ·
Valkenburg aan de Geul ·
Venlo ·
Venray ·
Voerendaal ·
Weert